# Max Haller (Theologe)
Max Haller (* 6. März 1879 in Freiburg im Üechtland; † 10. Januar 1949 in Muri bei Bern) war ein Schweizer evangelischer Geistlicher und Hochschullehrer.

## Leben

### Familie
Max Haller war der Sohn des Pfarrers Johann Gottlieb Haller (* 31. August 1847 in Biel; † 1910) und dessen Ehefrau Elisabeth Mathilde Emilie (* 20. Dezember 1852 in Huttwil; † 2. August 1889 in Bern), eine Tochter des Arztes Josef Lanz (1818–1908). Sein Bruder war der Architekt und Direktor des Gewerbemuseums in Bern Hans Haller (* 15. Februar 1882 in Freiburg; † 1958). 
Er war mit Gertrud Elisabeth (* 1895 in Langnau im Emmental), Tochter von Samuel August Röthlisberger, verheiratet; gemeinsam hatten sie drei Kinder:
- Esther Maria Anna Haller (* 1917 in Bern), verheiratet mit Paul Kramer, Pfarrer in Lauenen;
- Maria Magdalena Irene Haller (* 1919 in Bern; † 1946), verheiratet mit Jakob Amstutz, Pfarrer in Frauenkappelen;
- Hans Joachim Matthias Haller (* 1920 in Bern), Pfarrer in Limpach, verheiratet mit Marianne (* 1928 in Lenk), Tochter von Gottlieb Z'Bären.

### Werdegang
Max Haller immatrikulierte sich an der Universität Genf und begann ein Theologiestudium, das er an den Universitäten in Bern, Berlin, Tübingen und Paris fortsetzte.
1904 promovierte er an der Universität Bern zum Lizenziaten in Theologie.
Von 1906 bis 1925 war er Pfarrer in Herzogenbuchsee sowie Privatdozent an der Universität Bern; ab 1921 war er dort auch ausserordentlicher Professor für Religionsgeschichte.
1925 wurde er ordentlicher Professor für Altes Testament an der Universität Bern; von 1933 bis 1934 war er dort Rektor. Einer seiner Studenten war unter anderem der spätere Theologieprofessor Fritz Buri, der ihn als spritzigen Alttestamentler beschrieb.
In der Zeit von 1925 bis 1948 war er Präsident der Prüfungsbehörde der Berner Pfarrerausbildung und von 1935 bis zu seinem Tod Vizepräsident des Schweizer Evangelischen Kirchenbundes.

### Beteiligung am Berner Prozess
Am 16. November 1933 begann die Hauptverhandlung des Berner Prozesses, die aufgrund einer Strafanzeige des Schweizerischen Israelitischen Gemeindebunds (SIG) und der Israelitischen Kultusgemeinde Bern wegen Verstosses gegen das bernische Gesetz über das Lichtspielwesen und Massnahmen gegen die Schundliteratur von 1916 eröffnet wurde. In dessen Mittelpunkt standen Zeugenbefragungen und Expertisen zur aktuellen Verwendung der antisemitischen Protokolle der Weisen von Zion in der Schweiz. Das Gericht ordnete hierzu die Einholung von Expertisen an, worauf die Klägerseite Max Haller als Sachverständigen benannte. In der Folge trat er jedoch von seinem Amt zurück und begründete dies damit, dass ihm als Semitist und Hebraist die Kompetenz zu einem sachverständigen Urteil fehlten; ihm folgte daraufhin Arthur Baumgarten, Professor an der Juristischen Fakultät der Universität Basel.

### Wirken als Vertreter der Religionsgeschichtlichen Schule
Max Haller war ein wichtiger Schweizer Vertreter der zweiten Generation der Religionsgeschichtlichen Schule, die auf die Einbettung der Bibel in die allgemeine Religionsgeschichte bedacht war; aus seiner Schrift Religion, Recht und Sitte in den Genesissagen wurde in der dritten Generation viel zitiert. Hermann Gunkel bezeichnete ihn als seinen Schüler und für diesen erstellte Max Haller die Kommentare zu "Das Judentum" für das Göttinger Bibelwerk.

## Ehrungen und Auszeichnungen
- Max Haller erhielt 1918 den Ehrendoktortitel der Universität Giessen.

## Schriften (Auswahl)
- Religion, Recht und Sitte in den Genesissagen. Bern: Buchdruckerei G. Grunau, 1905.
- Der Ausgang der Prophetie. Tübingen: Mohr, 1912.
- Das Judentum: Geschichtschreibung, Prophetie und Gesetzgebung nach dem Exil. Göttingen: Vandenhoeck & Ruprecht, 1914.
- Max Haller; Hermann Gunkel; Hugo Gressmann: Die Schriften Des Alten Testaments in Auswahl. Göttingen, Vandenhoeck & Ruprecht, 1920–1925.
- Max Haller; Kurt Galling: Die Fünf Megilloth. Tübingen: J.C.B. Mohr (P. Siebeck), 1940.
- Karl von Greyerz; Erwin Reinhard; Max Haller: Die bernische Landeskirche im Lichte des Evangeliums. Bern: Komm. Büchler, 1941.